# Малово
Малово — деревня в Кадыйском районе Костромской области. Входит в состав Завражного сельского поселения.

## География
Находится в юго-восточной части Костромской области на расстоянии приблизительно 45 км на юг по прямой от районного центра поселка Кадый на левом берегу Волги в пределах акватории Горьковского водохранилища.

## История
Известна была с 1872 года, когда здесь было учтено 11 дворов, в 1907 году отмечено было 22 двора.

## Население
Постоянное население составляло 85 человек (1872 год), 107 (1897), 123 (1907), 15 в 2002 году (русские 100 %), 4 в 2022.